# 中川村 (秋田県仙北郡)
中川村（なかがわむら）は秋田県仙北郡にあった村。現在の仙北市南西部、角館市街の北方一帯にあたる。

## 地理
- 山：太平山、観音岳、奥山
- 河川：桧木内川、山谷川

## 歴史
- 1889年（明治22年）4月1日 - 町村制の施行により、川原村、小勝田村、山谷川崎村の区域をもって発足。
- 1955年（昭和30年）3月31日 - 角館町・雲沢村・白岩村と合併し、改めて角館町が発足。同日中川村廃止。

## 村長
- 澤口フク - 初代公選村長、秋田県では初の女性首長。